# Antennella secundaria
Antennella secundaria is een hydroïdpoliep uit de familie Halopterididae. De poliep komt uit het geslacht Antennella. Antennella secundaria werd in 1791 voor het eerst wetenschappelijk beschreven door Johann Friedrich Gmelin.

## Beschrijving
Dit is een kleine hydroïdpoliep die bestaat uit clusters van onvertakte stengels met hydrothecae in een lijn aan één kant van elke stengel. De stengels zijn meestal groengeel van kleur. Hydrothecae zijn goed gescheiden op de stengels, met een verbonden gedeelte tussen elke hydrotheca-dragende stengel. Typisch 30 mm hoog, maar witte kolonies groter dan de normale vorm werden in 1984 in overvloed op het eiland Lundy gevonden.

## Verspreiding
Antennella secundaria is wijdverbreid op de Britse Eilanden, maar vaker in het zuiden dan in het noorden. Deze soort groeit normaal gesproken op gesteente, keien of kasseien met wat zand of grind in de buurt dat schuren van de ondergrond veroorzaakt. Meestal in zwakke getijstromen.